# 2017 في نيجيريا
فيما يلي قوائم الأحداث التي وقعت خلال عام 2017 في نيجيريا.

## رياضة
- 1 يناير – نيجيريا في بطولة العالم للألعاب المائية 2017

## كتب
من الكتب التي صدرت هذه السنة في نيجيريا:
- 1 يناير – عزيزتي إيجاويلي: البيان النسوي في خمسة عشر اقتراحا من تأليف شيماماندا نغوزي أديشي.

## وفيات

### يوليو
- 13 يوليو – أندروز أوتوتو أوباسيكي (مواليد 1926) قاضي نيجيري.